# うしろ髪ひかれ隊
うしろ髪ひかれ隊（うしろがみひかれたい）は、女性アイドルグループ・おニャン子クラブに所属していた生稲晃子・工藤静香・斉藤満喜子による3人組アイドルユニット。キャッチコピーは、「ふんにゃり静香と、ほんわか晃子と、しっかり満喜子で、うしろ髪ひかれ隊になったとさ」。

## 概要
うしろゆびさされ組が高井麻巳子のおニャン子卒業により解散したことを受け、その後を継ぐ存在として1987年4月に結成された。前年秋の渡辺満里奈のデビューシングル「深呼吸して」にバックコーラスとして参加し"デビュー予備軍"だった生稲・工藤の2人に、斉藤を加えた3人がメンバーに選ばれた。4月13日に『夕やけニャンニャン』でデビュー曲が初披露され、5月7日、アニメ『ハイスクール!奇面組』の主題歌『時の河を越えて』でデビュー。3人とも「プロダクション尾木」に所属することとなり、ファンクラブも同プロダクションが運営した。
結成前にすでにおニャン子のシングル曲でフロントボーカルを務めたことがあり、ローソンの「からあげクン」のテレビCMに単独で出演していたにもかかわらず、ソロデビューの計画を渋った生稲のために結成されたユニットであった。デビュー曲「時の河を〜」では生稲がセンターだったが、2枚目のシングル「あなたを知りたい」以降は工藤がセンターになった。後年に生稲が『速報!歌の大辞テン』に出演した際に「人気や歌唱力の面から(工藤)静香がセンターになった」との発言をしている。このようにシングル曲では工藤の歌唱力に頼るようになったため、「うしろ髪は静香のグループ」という印象を一層強くした。しかしアルバムでは3人それぞれがメインを務める曲が収録され、コンサートではそれぞれがセンターに立つようバランスが取られ、シングルやアルバムのジャケット写真でもリリースごとにセンターが順番に入れ替わるなど、3人の誰のファンであっても（3人とも好きと言う人も含めて）不満の少なくなるような方針が取られていた。
当ユニットは、キャニオン・レコードにおいて音楽的に高度なプロダクションを旨としていた渡辺有三のセクションが担当している。そのため、それまでのおニャン子クラブの制作システムとは異なり、独立したアーティストとして制作が行われた。渡辺による音楽的プロデュースが徹底的になされたことで、当ユニットの楽曲はそれまでのおニャン子クラブやうしろゆびさされ組の作風とは一線を画すものとなっている。可愛さを前面に押し出した曲の多いおニャン子の中で、楽曲自体のパワーとクオリティを追及した異色のユニットであった。うしろ髪の作詞を担当したサエキけんぞうは、3人組のアイドルユニットとしてはキャンディーズとperfumeを繋ぐ存在であると評している。
当ユニットはレコード売上が好調であったため、1987年9月のおニャン子クラブ本体解散後も活動が継続された。また『奇面組』に引き続き、後番組『ついでにとんちんかん』の主題歌に起用された。
しかし以下の背景により、『ひらけ!ポンキッキ』の主題歌「ご期待下さい!」が事実上のラストシングルとなった。
- 1987年8月からすでにソロ活動を開始していた工藤の人気が上昇し、また連続ドラマへの出演が続いたことでスケジュールが厳しくなった。
- 1988年4月に出演した『夜のヒットスタジオDELUXE』において、生稲が5月21日に、また斉藤が7月にソロシングルをリリースすることが発表された[注釈 3]。

うしろ髪としては、5月2日のファーストコンサート追加公演（東京厚生年金会館）を最後に活動を停止したが、今までに正式な解散発表やその旨の明言などはない。生稲は、2021年にユーチューブの動画配信で「解散していません」と明言している。

## メンバー
| 名前                            | 生年月日 （現年齢）   | 血液型 | 出身地         | 備考                                    |
| ------------------------------- | --------------------- | ------ | -------------- | --------------------------------------- |
| 生稲 晃子 （いくいな あきこ）   | 1968年4月28日（56歳） | B型    | 東京都小金井市 | 2022年より参議院議員 （自由民主党所属） |
| 工藤 静香 （くどう しずか）     | 1970年4月14日（54歳） | B型    | 東京都羽村市   | 木村拓哉の妻                            |
| 斉藤 満喜子 （さいとう まきこ） | 1970年9月19日（54歳） | A型    | 広島県         |                                         |

## 作品

### シングル
|                        | タイトル （カップリング）                         | 発売日               | レーベル             | 形態                 | 規格品番             | 最高位               | 売上枚数             |
| おニャン子クラブ時代   | おニャン子クラブ時代                              | おニャン子クラブ時代 | おニャン子クラブ時代 | おニャン子クラブ時代 | おニャン子クラブ時代 | おニャン子クラブ時代 | おニャン子クラブ時代 |
| ---------------------- | ------------------------------------------------- | -------------------- | -------------------- | -------------------- | -------------------- | -------------------- | -------------------- |
| 1st                    | 時の河を越えて （うしろ髪ひかれたい）             | 1987年05月07日       | CANYON               | EP                   | 7A0717               | 1位                  | 11.4万枚             |
| 1st                    | 時の河を越えて （うしろ髪ひかれたい）             | 1987年05月07日       | CANYON               | CT                   | 10P3077              | 1位                  | 11.4万枚             |
| 1st                    | 時の河を越えて （うしろ髪ひかれたい）             | 1988年05月21日       | PONY CANYON          | CD                   | S10A-0089            | --位                 | --万枚               |
| 1st                    | 時の河を越えて （うしろ髪ひかれたい）             | 2019年01月09日       | PONY CANYON          | MEG-CD               | 7AH-00717            | --位                 | --万枚               |
| 1st                    | 時の河を越えて （うしろ髪ひかれたい）             | 2020年12月16日       | Victor Entertainment | MEG-CD               | VODL-31024           | --位                 | --万枚               |
| 2nd                    | あなたを知りたい （立つ鳥跡を濁さず）             | 1987年08月12日       | CANYON               | EP                   | 7A0717               | 2位                  | 9.6万枚              |
| 2nd                    | あなたを知りたい （立つ鳥跡を濁さず）             | 1987年08月12日       | CANYON               | CT                   | 10P3132              | 2位                  | 9.6万枚              |
| 2nd                    | あなたを知りたい （立つ鳥跡を濁さず）             | 1988年05月21日       | PONY CANYON          | CD                   | S10A-0090            | --位                 | --万枚               |
| 2nd                    | あなたを知りたい （立つ鳥跡を濁さず）             | 2019年01月09日       | PONY CANYON          | MEG-CD               | 7AH-00757            | --位                 | --万枚               |
| 2nd                    | あなたを知りたい （立つ鳥跡を濁さず）             | 2020年12月16日       | Victor Entertainment | MEG-CD               | VODL-31029           | --位                 | --万枚               |
| おニャン子クラブ解散後 |                                                   |                      |                      |                      |                      |                      |                      |
| 3rd                    | メビウスの恋人 （ごめんねカウボーイ）             | 1987年11月11日       | PONY CANYON          | EP                   | 7A0796               | 4位                  | 8.6万枚              |
| 3rd                    | メビウスの恋人 （ごめんねカウボーイ）             | 1987年11月11日       | PONY CANYON          | CT                   | 10P3175              | 4位                  | 8.6万枚              |
| 3rd                    | メビウスの恋人 （ごめんねカウボーイ）             | 1987年12月05日       | PONY CANYON          | CD                   | D15A-0336            | --位                 | --万枚               |
| 3rd                    | メビウスの恋人 （ごめんねカウボーイ）             | 2019年01月09日       | PONY CANYON          | MEG-CD               | 7AH-00796            | --位                 | --万枚               |
| 3rd                    | メビウスの恋人 （ごめんねカウボーイ）             | 2020年12月16日       | Victor Entertainment | MEG-CD               | VODL-31034           | --位                 | --万枚               |
| 4th                    | ほらね、春が来た （誰も知らないブルーエンジェル） | 1988年02月25日       | PONY CANYON          | EP                   | 7A0815               | 6位                  | 9.9万枚              |
| 4th                    | ほらね、春が来た （誰も知らないブルーエンジェル） | 1988年02月25日       | PONY CANYON          | CT                   | 10P13197             | 6位                  | 9.9万枚              |
| 4th                    | ほらね、春が来た （誰も知らないブルーエンジェル） | 1988年02月25日       | PONY CANYON          | CD                   | S10A-0005            | 6位                  | 9.9万枚              |
| 4th                    | ほらね、春が来た （誰も知らないブルーエンジェル） | 2019年01月09日       | PONY CANYON          | MEG-CD               | 7AH-00815            | --位                 | --万枚               |
| 4th                    | ほらね、春が来た （誰も知らないブルーエンジェル） | 2020年12月16日       | Victor Entertainment | MEG-CD               | VODL-31038           | --位                 | --万枚               |
| 5th                    | ご期待下さい! （今日はサイコー!）                 | 1988年04月29日       | PONY CANYON          | EP                   | 7A0852               | 12位                 | 5.6万枚              |
| 5th                    | ご期待下さい! （今日はサイコー!）                 | 1988年04月29日       | PONY CANYON          | CT                   | 10P13231             | 12位                 | 5.6万枚              |
| 5th                    | ご期待下さい! （今日はサイコー!）                 | 1988年04月29日       | PONY CANYON          | CD                   | S10A-0028            | 12位                 | 5.6万枚              |

### アルバム
|             | タイトル                                                 | 発売日         | レーベル    | 形態   | 規格品番   | 最高位 | 売上枚数 |
| ----------- | -------------------------------------------------------- | -------------- | ----------- | ------ | ---------- | ------ | -------- |
| 1st         | うしろ髪ひかれ隊                                         | 1987年09月05日 | CANYON      | LP     | C25A0591   | 4位    | 9.7万枚  |
| 1st         | うしろ髪ひかれ隊                                         | 1987年09月05日 | CANYON      | CT     | 25P7463    | 4位    | 9.7万枚  |
| 1st         | うしろ髪ひかれ隊                                         | 1987年09月05日 | CANYON      | CD     | D30A-0310  | 4位    | 9.7万枚  |
| 1st         | うしろ髪ひかれ隊                                         | 1989年06月21日 | PONY CANYON | CD(再) | D27A-1021  | --位   | --万枚   |
| 2nd         | BAB                                                      | 1988年03月21日 | PONY CANYON | LP     | C28A0627   | 6位    | 10.2万枚 |
| 2nd         | BAB                                                      | 1988年03月21日 | PONY CANYON | CT     | 28P6785    | 6位    | 10.2万枚 |
| 2nd         | BAB                                                      | 1988年03月21日 | PONY CANYON | CD     | D32A-0353  | 6位    | 10.2万枚 |
| LIVE        | ほらね、春が来た FIRST CONCERT '88                       | 1988年07月06日 | PONY CANYON | LP     | C28A0650   | 13位   | 2.4万枚  |
| LIVE        | ほらね、春が来た FIRST CONCERT '88                       | 1988年07月06日 | PONY CANYON | CT     | 28P6822    | 13位   | 2.4万枚  |
| LIVE        | ほらね、春が来た FIRST CONCERT '88                       | 1988年07月06日 | PONY CANYON | CD     | D32A-0376  | 13位   | 2.4万枚  |
| BEST        | MYこれ!クション うしろ髪ひかれ隊BEST                     | 2001年12月05日 | PONY CANYON | CD     | PCCA-01614 | --位   | --万枚   |
| BEST        | うしろゆびさされ組 +うしろ髪ひかれ隊 SINGLESコンプリート | 2007年07月18日 | PONY CANYON | CD     | PCCS-00016 | 253位  | --万枚   |
| 再発盤 BEST | BAB +シングルコレクション                                | 2008年07月16日 | PONY CANYON | CD     | PCCS-00016 | 253位  | --万枚   |
| BEST        | Myこれ!Lite うしろ髪ひかれ隊                             | 2010年04月21日 | PONY CANYON | CD     | PCCS-00101 | --位   | --万枚   |
| BEST        | Myこれ!Lite うしろ髪ひかれ隊                             | 2016年05月18日 | PONY CANYON | CD(再) | PCCS-50008 | --位   | --万枚   |
| BEST        | ザ・プレミアムベスト うしろ髪ひかれ隊                    | 2012年11月21日 | PONY CANYON | CD     | PCCA-03749 | --位   | --万枚   |

### ビデオ
|     | タイトル                           | 発売日         | レーベル    | 形態 | 規格品番 |
| --- | ---------------------------------- | -------------- | ----------- | ---- | -------- |
| 1st | Made in Hawaii                     | 1988年03月10日 | PONY CANYON | VHS  | V78M1625 |
| 1st | Made in Hawaii                     | 1988年03月10日 | PONY CANYON | LD   | G78M0244 |
| 2nd | ほらね、春が来た FIRST CONCERT '88 | 1988年06月20日 | PONY CANYON | VHS  | V48M1693 |
| 2nd | ほらね、春が来た FIRST CONCERT '88 | 1988年06月20日 | PONY CANYON | LD   | G48M0264 |

### 写真集
|     | タイトル       | 発売日         | 出版社         |
| --- | -------------- | -------------- | -------------- |
| 1st | Made in Hawaii | 1988年02月19日 | フジテレビ出版 |

## 出演

### ラジオ
- 関根勤のTOKYOベストヒット（1987年7月 - 1988年3月、ニッポン放送）
レギュラー出演。「うしろ髪ネットワーク」というコーナーもあった。

### イベント出演
- ヤクルトスワローズファン感謝デー（1987年11月23日、明治神宮野球場）
- 十日町雪まつり（1988年2月、新潟県十日町市）

### テレビドラマ
- 君の瞳をタイホする!　ゲスト出演（1988年、フジテレビ）
- あぶない少年Ⅱ（1988年、テレビ東京）

## タイアップ
| 楽曲                         | タイアップ                                                   |
| ---------------------------- | ------------------------------------------------------------ |
| 時の河を越えて               | フジテレビ系アニメ『ハイスクール!奇面組』オープニングテーマ  |
| 時の河を越えて               | フジテレビ系『月曜ドラマランド』エンディングテーマ           |
| 時の河を越えて               | ローソン CMソング                                            |
| うしろ髪ひかれたい           | フジテレビ系アニメ『ハイスクール!奇面組』エンディングテーマ  |
| あなたを知りたい             | フジテレビ系アニメ『ハイスクール!奇面組』オープニングテーマ  |
| あなたを知りたい             | ローソン CMソング                                            |
| 立つ鳥跡を濁さず             | フジテレビ系アニメ『ハイスクール!奇面組』エンディングテーマ  |
| メビウスの恋人               | フジテレビ系アニメ『ついでにとんちんかん』エンディングテーマ |
| ごめんねカウボーイ           | フジテレビ系アニメ『ついでにとんちんかん』オープニングテーマ |
| ほらね、春が来た             | フジテレビ系アニメ『ついでにとんちんかん』オープニングテーマ |
| 誰も知らないブルーエンジェル | フジテレビ系アニメ『ついでにとんちんかん』エンディングテーマ |
| ご期待下さい!                | フジテレビ系『ひらけ!ポンキッキ』オープニングテーマ          |
| 今日はサイコー!              | フジテレビ系『ひらけ!ポンキッキ』エンディングテーマ          |

## 娘分ユニット
AKB48の派生ユニットである渡り廊下走り隊（→渡り廊下走り隊7）が、うしろ髪の娘分として2009年から2014年まで活躍した。